# Невшехір
Невшехір (тур. Nevşehir) — місто і район в Туреччині, розташоване в центральній частині Анатолійського плато. Входить в однойменний іл. Грецька назва: Неаполь (грец. Νεάπολη). У 2000 році, згідно з проведеним переписом населення, у Невшехірі проживало 67 864 осіб. Середня висота над рівнем моря — 1224 метра. Під містом Невшехір знайдене древнє підземне місто.

## Історія
Невшехір був заснований в стародавні часи хеттами. У той час це було невелике село в долині річки Галіс (нині Кизил-Ірмак). Трохи пізніше Невшехір був захоплений ассирийцями, фригійцями, а в 546 році до н. е. був підкорений перським царем Киром II. У 333 році до н. е. місто захопив Олександр Македонський. Після смерті Олександра Невшехір потрапляє в залежність від держави Селевкідів, трохи пізніше входить до складу незалежного Каппадокійського царства. На початку нової ери Невшехір (Нісса) стає римським містом. Всього місто належало Риму та Візантії більше 1000 років.
Під пагорбом замку Невшехір в 2015 році знайдене підземне місто, у якому, при нападах сельджуків і інших кочівників і завойовників, могли сховатися близько 20 тисяч осіб. Дослідження показали, що вона активно використовувався жителями Невшехіру з ранньої візантійської ери до османського завоювання.
Після 1071 року місто захоплюють сельджуки. Румський султан Килич-Арслан II розділив країну між синами. Невшехір дістався Месуту, але старший брат Сулайман Рукн ад-дін примусив його поступитися містом. Влада сельджуків тривала понад 200 років. У 1308 року місто відійшло до монгольських Ільханів. Надалі тут правили Караманіди і Дхулкадірогуллари. На початку XVI століття місто завойоване турками-османами. У XVII ст. місто змінило назву зі старого Мушкарів на Невшехір.
У 1954 році Нівшехір, який раніше входив в іл Ніде, став центром самостійного ілу.

## Фотогалерея

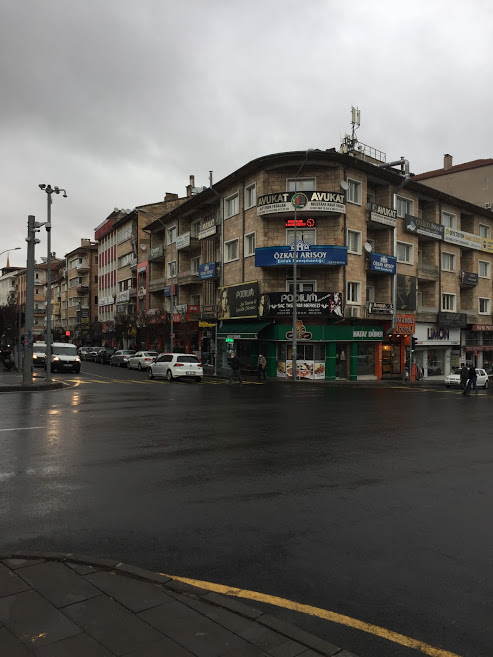
Невшехір, перехрестя до Бульвара Ататюрка